# 李佳白
李佳白（英語：John Gilbert Reid，1857年11月29日—1927年9月30日），字启东，美国在华社会活动家，美北长老会牧师，尚贤堂创办人。

## 生平
1857年11月29日，李佳白出生于美国纽约州长岛，父亲是一位牧师。1882年，李佳白毕业于纽约协和神学院，同年受美北长老会差遣，到中国的山东济南等地传教。1887年，李佳白在济南购置教会地产时，曾遭到当地士绅的大力阻挠。1890年，李佳白到上海参加第二届基督教在华传教士全国大会，提出将传教对象转向中国的上层社会的设想。1892年，李佳白回国休假期间，向差会提出上述设想，未获批准，于是在1894年脱离美北长老会。
李佳白返回中国时，正值中国在甲午战争中战败，于是他前往北京，大力鼓吹维新变法。经总税务司赫德、美国驻华公使田贝和英国驻华公使窦纳乐的引荐，他获得李鸿章的好感，1897年2月，由总理各国事务衙门批准，在北京正式成立尚贤堂（The International Institute of China），主要举办各种中外联谊活动。
1900年，尚贤堂被义和团烧毁。1903年，李佳白在上海法租界霞飞路购地14亩，重建尚贤堂。除举办新年茶会等各种中外社交活动外，还开设学堂、藏书楼和华品陈列所，并邀请多种宗教的人士聚集在尚贤堂，进行演讲和探讨，宣扬宗教大联合的思想。李佳白也因而受到许多传教士的批评。
1911年，在北京，支持宗社党，反对共和革命。
1917年，李佳白由于极力反对中国参战，经美国驻华公使要求，李佳白被中国当局驱逐出境，尚贤堂关闭。
1921年，李佳白再度来华，1922年恢复北京尚贤堂，致力于各种和平活动，但是受欢迎程度已经大为下降。
1922年2月28日，李佳白从北京赶到济南，与当地基督徒和慈善家们一同拜访道院，晚宴后参加了道院的一场扶乩降神活动，李佳白随后将这些所谓“神训”誊录后寄往北京发表。两个月后，李佳白再次到道院参与扶乩活动。随着李佳白与道院关系的不断加深，后来加入道院，取道号“慧白”。1923年，道院在济南发起世界红卍字会筹备会，李佳白也曾参与其中。
1926年，李佳白再将尚贤堂迁回上海。1927年9月30日，李佳白在上海去世。其子李约翰将尚贤堂土地出售，另租博物院路亚洲文会大楼办公，维持到1950年代初。